# Bosanska Krupa
Bosanska Krupa (v srbské cyrilici Босанска Крупа) je město a centrum stejnojmenné općiny v severozápadní části Bosny a Hercegoviny. V roce 2013 zde žilo 29 659 obyvatel.
Nachází se v údolích řek Uny a Krušnice. Největší část města se rozvíjela na nízkém sedle mezi kopcem Hum a historickou částí města, v nadmořské výšce 176 m. Dne 13. prosince 1980 došlo u města k vážnému železničnímu neštěstí: nákladní vlak vjel předčasně na jednokolejnou trať. V protisměru ale jel vlak osobní. Při následné čelní srážce zemřelo 23 lidí. V 90. letech 20. století zde bylo umístěno během války v Bosně a Hercegovině velení českého kontingentu vojsk SFOR a IFOR.
Ve městě a jeho okolí žilo roku 1991 podle sčítání lidu 58 320 obyvatel.
Općina Bosanska Krupa hraničí s dalšími celky měst Bihać, Cazin, Bužim, Bosanski Petrovac, Sanski Most, Bosanski Novi v Bosně a Dvor v Chorvatsku. 
Řeka Una protéká středem města a tvoří zde několik ostrovů. Silničními spoji je Bosanska Krupa spojena se západní i jižní Evropou. Městem rovněž prochází i železniční trať, v severní části Bosenské Krupy se nachází železniční stanice.

## Obyvatelstvo

### Etnické složení
|              | 2013.           | 1991.           | 1981.           | 1971.          |
| Celkem       | 10 196 (100,0%) | 14 416 (100,0%) | 12 055 (100,0%) | 8 974 (100,0%) |
| Bosňáci      | 9 859 (96,70%)  | 9 519 (66,03%)  | 6 858 (56,89%)  | 6 070 (67,64%) |
| Cikáni       | 116 (1,138%)    |                 |                 |                |
| Nepřidružení | 56 (0,549%)     |                 |                 |                |
| Srbové       | 54 (0,530%)     | 4 044 (28,05%)  | 3 142 (26,06%)  | 2 433 (27,11%) |
| Chorvati     | 50 (0,490%)     | 102 (0,708%)    | 109 (0,904%)    | 202 (2,251%)   |
| Albánci      | 21 (0,206%)     |                 |                 |                |
| Ostatní      | 19 (0,186%)     | 200 (1,387%)    | 182 (1,510%)    | 86 (0,958%)    |
| Neznámí      | 16 (0,157%)     |                 |                 |                |
| Jugoslávci   | 2 (0,020%)      | 551 (3,822%)    | 1 764 (14,63%)  | 183 (2,039%)   |
| Makedonci    | 1 (0,010%)      |                 |                 |                |
| Slovinci     | 1 (0,010%)      |                 |                 |                |
| Turci        | 1 (0,010%)      |                 |                 |                |